# فاخوره
فاخوره (به عربی: الفاخورة) یک روستا در سوریه است که در استان لاذقیه واقع شده‌است. فاخوره ۳۸۹ نفر جمعیت دارد.